# Nymburki járás

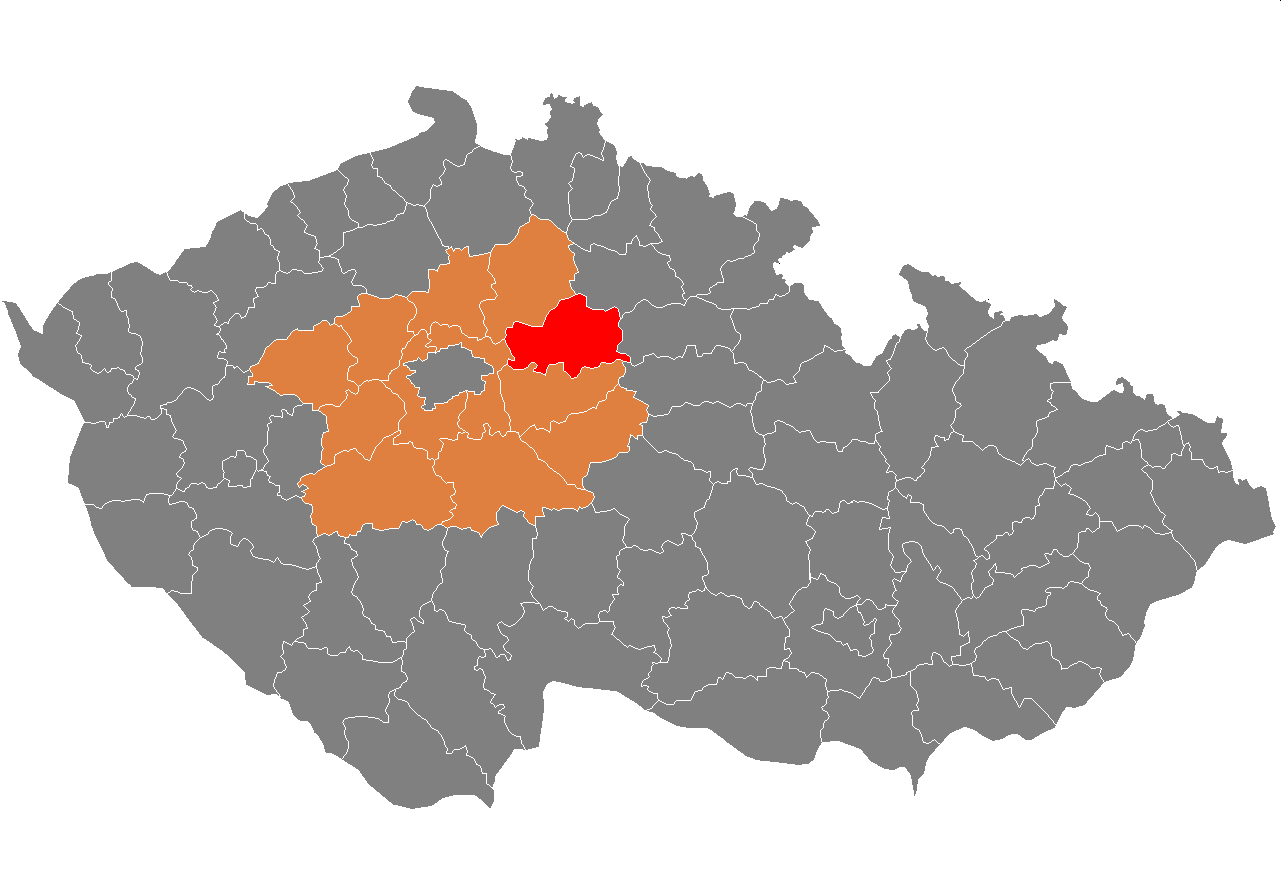
A Nymburki járás

A Nymburki járás (csehül: Okres Nymburk) közigazgatási egység Csehország Közép-Csehországi kerületében. Székhelye Nymburk. Lakosainak száma 85 674 fő (2007). Területe 850,07 km².

## Városai, mezővárosai és községei
A városok félkövér, a mezővárosok dőlt, a községek álló betűkkel szerepelnek a felsorolásban.
- Běrunice
- Bobnice
- Bříství
- Budiměřice
- Černíky
- Chleby
- Choťánky
- Chotěšice
- Chrást
- Chroustov
- Čilec
- Činěves
- Dlouhopolsko
- Dobšice
- Dvory
- Dymokury
- Hořany
- Hořátev
- Hradčany
- Hradištko
- Hrubý Jeseník
- Jíkev
- Jiřice
- Jizbice
- Kamenné Zboží
- Kněžice
- Kněžičky
- Kolaje
- Košík
- Kostelní Lhota
- Kostomlátky
- Kostomlaty nad Labem
- Kounice
- Kouty
- Kovanice
- Krchleby
- Křečkov
- Křinec
- Libice nad Cidlinou
- Loučeň
- Lysá nad Labem
- Mcely
- Městec Králové
- Milčice
- Milovice
- Netřebice
- Nový Dvůr
- Nymburk
- Odřepsy
- Okřínek
- Opočnice
- Opolany
- Oseček
- Oskořínek
- Ostrá
- Pátek
- Písková Lhota
- Písty
- Poděbrady
- Podmoky
- Přerov nad Labem
- Rožďalovice
- Sadská
- Sány
- Seletice
- Semice
- Senice
- Sloveč
- Sokoleč
- Stará Lysá
- Starý Vestec
- Straky
- Stratov
- Třebestovice
- Úmyslovice
- Velenice
- Velenka
- Vestec
- Vlkov pod Oškobrhem
- Vrbice
- Vrbová Lhota
- Všechlapy
- Vykáň
- Záhornice
- Zbožíčko
- Žitovlice
- Zvěřínek

## Fordítás
- Ez a szócikk részben vagy egészben  a   Nymburk District című angol Wikipédia-szócikk ezen változatának fordításán alapul.  Az eredeti cikk szerkesztőit annak laptörténete sorolja fel. Ez a jelzés csupán a megfogalmazás eredetét és a szerzői jogokat jelzi, nem szolgál a cikkben szereplő információk forrásmegjelöléseként.
- Ez a szócikk részben vagy egészben  az   Okres Nymburk című cseh Wikipédia-szócikk ezen változatának fordításán alapul.  Az eredeti cikk szerkesztőit annak laptörténete sorolja fel. Ez a jelzés csupán a megfogalmazás eredetét és a szerzői jogokat jelzi, nem szolgál a cikkben szereplő információk forrásmegjelöléseként.